# باولا فريدريكسن
باولا فريدريكسن (بالإنجليزية: Paula Fredriksen)‏ هي مؤرخة أمريكية، ولدت في 6 يناير 1951 في مقاطعة واشنطن في الولايات المتحدة.